# Halowe Mistrzostwa Europy w Lekkoatletyce 1973 – trójskok mężczyzn
Trójskok mężczyzn – jedna z konkurencji technicznych rozgrywanych podczas halowych lekkoatletycznych mistrzostw Europy w hali Ahoy w Rotterdamie. Rozegrano od razu finał 10 marca 1973. Zwyciężył reprezentant Rumunii Carol Corbu. Tytułu zdobytego na poprzednich mistrzostwach nie bronił Wiktor Saniejew ze Związku Radzieckiego.

## Rezultaty
Rozegrano od razu finał, w którym wzięło udział 11 skoczków.

Opracowano na podstawie materiału źródłowego.
| Poz. | Zawodnik            | Reprezentacja | Próby | Próby | Próby | Próby | Próby | Próby | Wynik |
| Poz. | Zawodnik            | Reprezentacja | 1     | 2     | 3     | 4     | 5     | 6     | Wynik |
| ---- | ------------------- | ------------- | ----- | ----- | ----- | ----- | ----- | ----- | ----- |
| 01 ! | Carol Corbu         | Rumunia       | x     | 15,18 | 16,24 | 16,80 | x     | 16,19 | 16,80 |
| 02 ! | Michał Joachimowski | Polska        | 16,24 | x     | 16,27 | 16,02 | 16,68 | 16,75 | 16,75 |
| 03 ! | Michaił Bariban     | ZSRR          | 15,65 | 16,01 | 16,02 | 16,24 | 16,37 | 16,38 | 16,38 |
| 4.   | André Rota          | Francja       | x     | x     | 15,97 | 16,21 | x     | x     | 16,21 |
| 5.   | Kristen Fløgstad    | Norwegia      | x     | 16,14 | x     | x     | x     | x     | 16,14 |
| 6.   | Nikołaj Dudkin      | ZSRR          | x     | 16,09 | 15,65 | 15,42 | 15,38 | 15,26 | 16,09 |
| 7.   | Richard Kick        | RFN           |       |       |       |       |       |       | 16,01 |
| 8.   | Bernard Lamitié     | Francja       |       |       |       |       |       |       | 15,96 |
| 9.   | Joachim Kugler      | RFN           |       |       |       |       |       |       | 15,90 |
| 10.  | Milan Spasojević    | Jugosławia    |       |       |       |       |       |       | 15,63 |
| 11.  | Esa Rinne           | Finlandia     |       |       |       |       |       |       | 15,25 |